# 福特荣格河综合体
福特荣格河综合体（Ford River Rouge complex ，通称Rouge complex、River Rouge、The Rouge），或译福特胭脂河工厂，是位于美国密歇根州迪尔伯恩胭脂河沿岸的一个福特汽车公司工厂综合体。该工厂于1917年动工，1928年竣工，超过1904年建成的别克城，成为当时世界上最大的综合性工厂。
它启发了雷诺汽车的塞甘岛工厂、苏联的高尔基汽车厂以及韩国蔚山的现代重工工厂。它由阿尔伯特·卡恩设计，1978年成为国家历史名胜。

## 结构
建筑群长1.5英里（2.4）、宽1英里（1.6），包括93座建筑，厂房面积近16 × 106平方英尺（1.5平方）。工厂在胭脂河中拥有自己的船塢，还有长达100英里（160）的内部轨道、自己的發電廠和煉鋼廠。该综合体可以独立生产一部汽车，是纵向整合生产的范例。 
1932年夏天，在埃德塞尔·福特的支持下，墨西哥艺术家迭戈·里韋拉被邀请到工厂采风，后来绘成《底特律工业壁画》。